# Novella (Alta Córsega)
Novella é uma comuna francesa na região administrativa de Córsega, no departamento da Alta Córsega. Estende-se por uma área de 30,23 km². 